# Majestic (Kari Jobe)
Majestic é o segundo álbum ao vivo que a cantora Kari Jobe lançou, sendo seu primeiro na Sparrow Records. O álbum foi gravado no Majestic Theatre em Dallas, Texas. Foi produzido por Jeremy Edwardson e foi lançado em 25 de março de 2014. Ela alcançou a aclamação crítica e o sucesso comercial.

## Antecedentes e gravação
O material levou dois anos para ser desenvolvido para o lançamento. De acordo com Kari Jobe,as músicas são sobre ajudar as pessoas a se conectar com a majestade de Deus e seu Filho Jesus Cristo, sendo eles crentes ou não. Ela disse que ela não poderia obter as letras feitas por si só, é por isso que ela se uniu com outras pessoas, mas ao fazer isso ela teve de se permitir ser vulnerável em sair de sua "zona de conforto". O álbum foi gravado no Majestic Theatre em Dallas, Texas, durante as performances de 20 a 21 de novembro de 2013.Foi produzido por Jeremy Edwardson . O álbum foi lançado em 25 de marco de 2014 pela Sparrow Records.

## Composição e estilo musical
As músicas "Hands To The Heavens", "Only Your Love" e "How Majestic" são no gênero Brit-rock. "Hands To The Heavens" apresenta guitarras elétricas e "rufar sólido". Contudo, um crítico não gostou do arranjo da secção ponte porque seria difícil de utilizar em um ambiente de adoração corporativa. "Breathe On Us" é uma pista mais "acima do tempo" em comparação com o seu antecessor. "Only Your Love" é uma "música de jazz", com uma vantagem da guitarra. "Keeper of My Heart" contém tambores de "marchas", e "agitações" do trabalho da guitarra elétrica. "Always Enough" é um hino de adoração suave com guitarras "despertando", "um épico" crescente, e "uma cativante" ponte instrumental à música. O piano em "Forever" é um hino de adoração. "How Majestic" é um hino de adoração. "When You Walk In the Room" contém um crescendo "estelar". "I Am Not Alone" é um "lindo pungente", que contém um "rico" conduzir de piano. "Lord Over All" é uma canção mid-tempo que é um hino guitarra-driven. "Look Upon the Lord" é uma balada de piano delicado, que contém "guitarras." "Let the Heavens Open" é uma música Brit-rock, .

## Recepção crítica
| Críticas profissionais | Críticas profissionais |
| Avaliações da crítica  | Avaliações da crítica  |
| Fonte                  | Avaliação              |
| ---------------------- | ---------------------- |
| CCM Magazine           | [ 8 ]                  |
| Christian Music Review | [ 9 ]                  |
| Christian Music Zine   | [ 4 ]                  |
| CM Addict              | [ 10 ]                 |
| Jesus Freak Hideout    | [ 6 ]                  |
| Louder Than the Music  | [ 5 ]                  |
| New Release Tuesday    | [ 3 ]                  |
| Worship Leader         | [ 2 ]                  |

Majestic ganhou aclamação da crítica de oito classificações de críticos de música e onze comentários. No CCM Magazine, Caroline Lusk avaliou o álbum com quatro estrelas de cinco, observando que "A partir dos fios de abertura, é claro que Majestic não é apenas um álbum; é uma experiência " Jeremy Armstrong da Worship Leader classificou o álbum com quatro estrelas e meia de cinco, observando como "Majestic é ao mesmo tempo esmagador e intimista; ele cria espaço para o Espírito habitar e encher toda a paisagem sonora com a música que suporta as orações do povo." Na New Release Tuesday, Kevin Davis classificou do álbum de quatro estrelas e meia de cinco, afirmando que "Majestic é acerca de proclamar a majestade de Deus e clamar por Sua presença em toda esta incrível experiência de adoração, que mexe com o meu coração, mente e alma a se curvar diante de Jesus, nosso Rei Majestoso." Na Christian Music Review, Jay Heilman avaliou o álbum um ponto quatro sétimos em cada cinco, pensando que "Majestic vai resistir ao teste do tempo e classificar-se lá com alguns dos maiores de todos os tempos de adoração ao vivo."
No mais alto do que a música, Jono Davies avaliou o álbum de quatro estrelas e meia, observando como o lançamento contém "tantos momentos poderosos". Da música Cristã Zine Joshua Andre avaliou o álbum de quatro e três quartos em cada cinco, destacando que em relação a este lançamento "não há nenhuma dúvida a paixão, entusiasmo e fé forte para Jesus que tem Kari." Andrew Funderburk de CM Addict também avaliou o álbum dando quatro estrelas de cinco, e de acordo com ele "Parece [...] que a música de Kari Jobe está progressivamente ficando melhor e melhor", e indica como "Suas experiências brilham através de tudo." Tudo sobre o Culto, Adam Hellyer deu uma avaliação positiva, afirmando que "É um bem escrito, bem produzido álbum culto, que faz o que diz no rótulo." Kim Jones da Music Times deu uma avaliação positiva, dizendo que "Cada canção no Majestic brilha com uma sede imutável para a presença de Deus", e escreve que "o bar foi alto para o seu primeiro álbum de adoração ao vivo e ela não apenas enfrentou o desafio, ela o ultrapassou."
Mark D. Geil da Jesus Freak Hideout classificou o álbum com três estrelas e meia de cinco, e de acordo com ele "Majestic, portanto, torna-se complicado, já que é um álbum ao vivo destinado a recriar, não é tanto um concerto como uma experiência de adoração, e é a introdução de todas as novas músicas ao mesmo tempo." No entanto, Geil afirma que "As músicas são fortes o suficiente para que eles não dependessem de um ambiente ao vivo com um público fervoroso para comunicar o louvor", mas advertiu que "eles poderiam ter falado mais alto sem o público." No Hallels, Timothy Yap deu uma revisão mista, advertindo que Majestic não [tem] a sua quota de baladas cantadas magnificamente escrito com ternura e paixão por Jobe, mas se ou não este álbum funciona bem para a adoração congregacional que é outra questão."

## Prêmios e Elogios
Este álbum foi o número 3 no Worship Leader's Top 20 Álbuns de 2014.

## Desempenho Comercial
Para o mapeamento semana da Billboard de 12 de Abril, 2014, Majestic foi o número 12  álbum mais vendido na totalidade dos Estados-Membros através do Billboard 200, e foi o número 1 álbum mais vendido no mercado de álbuns cristãos. Além disso, foi o quarto mais vendido Álbum Digital.

## Lista de faixas
| Edição padrão  |                                             |                                                                                       |         |  |
| N.º            | Título                                      | Compositor(es)                                                                        | Duração |  |
| 1.             | "Hands to the Heavens"                      | Kari Jobe, Jason Ingram, Bryan Brown, Tofer Brown                                     | 8:17    |  |
| 2.             | "Breathe on Us"                             | Jobe, Ed Cash                                                                         | 4:11    |  |
| 3.             | "Only Your Love"                            | Jobe, Ingram, Amy Davis, Ben Davis                                                    | 4:42    |  |
| 4.             | "Keeper of My Heart"                        | Jobe, Ingram, Chris Tomlin                                                            | 4:35    |  |
| 5.             | "Always Enough"                             | Jobe, Ingram, Reuben Morgan                                                           | 7:37    |  |
| 6.             | "Forever"                                   | Jobe, Brian Johnson, Jenn Johnson, Gabriel Wilson, Joel Taylor, Christa Black Gifford | 6:50    |  |
| 7.             | "How Majestic"                              | Jobe, Ingram, Tomlin, Matt Redman                                                     | 5:25    |  |
| 8.             | "When You Walk in the Room"                 | Jobe                                                                                  | 3:11    |  |
| 9.             | "I Am Not Alone"                            | Jobe, Davis, Marty Sampson, Mia Fieldes, Grant Pittman, Dustin Sauder, Austin Davis   | 5:34    |  |
| 10.            | "Holy Spirit" (participação de Cody Carnes) | Bryan & Katie Torwalt                                                                 | 9:55    |  |
| 11.            | "Lord Over All"                             | Jobe, Ingram                                                                          | 6:22    |  |
| 12.            | "Look Upon the Lord"                        | Jobe, Ingram, Paul Baloche                                                            | 8:12    |  |
| 13.            | "Let the Heavens Open"                      | Jobe, Carnes                                                                          | 8:48    |  |
| Duração total: | Duração total:                              | Duração total:                                                                        | 83:27   |  |

| Edição de luxo do iTunes |                                          |                   |         |  |
| N.º                      | Título                                   | Compositor(es)    | Duração |  |
| 14.                      | "Forever" (Versão de rádio)              |                   | 4:01    |  |
| 15.                      | "Revelation Song" (Ao vivo)              | Jennie Lee Riddle | 5:35    |  |
| 16.                      | "You Are for Me" (Ao vivo)               | Jobe              | 3:50    |  |
| 17.                      | "Forever" (Ao vivo [Vídeo])              |                   | 12:45   |  |
| 18.                      | "Keeper of My Heart" (Ao vivo [Vídeo])   |                   | 4:31    |  |
| 19.                      | "Let the Heavens Open" (Ao vivo [Vídeo]) |                   | 10:52   |  |
| Duração total:           | Duração total:                           | Duração total:    | 96:50   |  |

| Edição DVD Deluxe |                                                   |         |  |
| N.º               | Título                                            | Duração |  |
| 1.                | "introdução"                                      |         |  |
| 2.                | "Hands to the Heavens"                            |         |  |
| 3.                | "Breathe on Us"                                   |         |  |
| 4.                | "Only Your Love"                                  |         |  |
| 5.                | "Keeper of My Heart"                              |         |  |
| 6.                | "Always Enough"                                   |         |  |
| 7.                | "Forever"                                         |         |  |
| 8.                | "How Majestic"                                    |         |  |
| 9.                | "When You Walk In the Room / Here I Am (Majesty)" |         |  |
| 10.               | "Revelation Song"                                 |         |  |
| 11.               | "You Are for Me"                                  |         |  |
| 12.               | "I Am Not Alone"                                  |         |  |
| 13.               | "Holy Spirit" (com Cody Carnes)                   |         |  |
| 14.               | "Lord Over All"                                   |         |  |
| 15.               | "Look Upon the Lord"                              |         |  |
| 16.               | "Let The Heavens Open"                            |         |  |
| Duração total:    | Duração total:                                    | 113:27  |  |

## Pessoal e créditos
- Paul Baloche - Compositor
- Jonathan Berlin - Produção adicional, guitarra, teclados
- Bryan Brown - Compositor
- Natasha Brown - Fotografia
- Tofer Brown - Compositor
- Anna Byrd - Vocais (fundo)
- Cody Carnes - Compositor, artista em destaque, Guitarra (acústica), Vocais
- Ed Cash - Compositor
- Jess Chambers - A&R
- Amy Davis - Compositor
- Austin Davis - Compositor, tambores
- David Dobson - Fotografia
- Jeremy Edwardson - Engenheiro, Produtor
- Mia Fieldes - Compositor
- Sam Gibson - Mixagem
- Christa Black Gifford - Compositor
- Trey Gunn - Arranjos de cordas
- Michael Howell - Engenheiro
- Jason Ingram - Compositor
- Jimmy James - Produtor executivo
- Caleb Jobe - Bateria, Percussão
- Kari Jobe - Compositora, Diretora de Criação, Produtora executiva, artista principal
- Jenn Johnson - Compositor
- Tore Kulleseid - Guitarra, Assistente de Produção
- Jeffrey Kunde - Guitarra (Eletrica)
- Drew Lavyne - Masterização
- Reuben Morgan - Compositor
- Anton Patzner - Arranjos de cordas, Violino
- Lewis Patzner - Violoncelo
- Grant Pittman - Compositor, Teclados, Piano, Programação
- Matt Redman - Compositor
- Isaac Roman - Violino
- Marty Sampson - Compositor
- Dustin Sauder - Compositor, Viola (Eletrica), Vocais (fundo)
- Sarah Sung - Obra de arte, design
- Joel Taylor - Compositor
- Chris Tomlin - Compositor
- Bryan Torwalt - Compositor
- Katie Torwalt - Compositor
- Gabriel Wilson - Compositor
- Christopher York - A&R, Produtor Executivo

## Desempenho Gráfico
| Gráfico (2014)                    | Posição de Pico |
| --------------------------------- | --------------- |
| Estados Unidos (Billboard 200)    | 12              |
| Estados Unidos (Christian Albums) | 1               |
| Estados Unidos (Digital Albums)   | 4               |